# Rodolfo Parker
Rodolfo Antonio Parker Soto (* 1. November 1957 in San Salvador) war Generalsekretär der Partido Demócrata Cristiano in El Salvador.

## Werdegang
Parker ist Anwalt, Notar, Abgeordneter für das Departamento San Salvador im Parlament als dessen Vizepräsident. Parker ist verheiratet mit der deutschen Staatsangehörigen Cristina Wein Niemann, hat zwei Töchter und einen Sohn Andres Rodolfo Parker Wein (* 1982). Seine Grundschule war das Colegio Externado de San José, sein Abitur machte er 1975 auf dem Liceo Salvadoreño. Er studierte Rechts- und Sozialwissenschaften an der Universidad de El Salvador und graduierte an der Universidad "Dr. José Matías Delgado". 1985 machte er ein Aufbaustudium im Fach internationales Recht an der Universidad Nacional de Costa Rica. Von 1975 bis 1979 sammelte er berufliche Erfahrung am Juzgado de Primera Instancia, einem Gericht in San Salvador als Mitarbeiter und Sekretär. Seit 1985 hat er eine Anwaltskanzlei. Von 1981 bis 1989 war er Assessor des Generalstabes der FAES.
Nach dem UCA-Massaker war Parker, als Zivilist, Mitglied in der Comisión Especial de Honor, einer Ehrenkommission, welche eine Beteiligung der Armee an den Morden aufklären sollte. Die Comisión de la Verdad para El Salvador stellte fest, dass Parker Zeugenaussagen, welche vor der Comisión Especial de Honor gemacht wurden, abgeändert hat, um die Verantwortlichkeit von höheren Offizieren zu vertuschen. Er löschte Bezüge unter anderem zu Major Carlos Camilo Hernández Barahona.
Er war Mitglied der Verhandlungsdelegation der Regierung bei den Friedensverhandlungen.
Mitglied der Regierungsteams zur Begleitung der Ausführung der Friedensvereinbarungen und von September 1992 bis Mai 1994 Koordinator der Unidad de Ejecución de los Acuerdos de Paz. Er dozierte an der Universidad "Dr. José Matías Delgado Vertragsrecht. 1999 war er Rechtsberater einiger Unternehmen und Präsidentschaftskandidat der Partido Demócrata Cristiano.
Seitdem das UCA-Massaker seit 2022 strafrechtlich in El Salvador verfolgt wird, befindet sich Rodolfo Parker wegen seiner angeblichen Rolle an dem Geschehnis auf der Flucht.